# Morley, Michigan
Morley är en ort i Mecosta County i delstaten Michigan, USA.